# Sogetel (Canada)
Pour les articles homonymes, voir Sogetel.

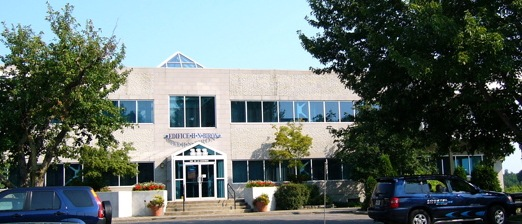
Siège social de Sogetel à Nicolet.

Sogetel est une entreprise québécoise fondée en 1892 et offrant des services de télécommunications à une clientèle résidentielle et d'affaires. Elle est une des compagnies indépendantes possédant l'un des réseaux de fibre optique les plus étendus au Québec. Grâce à un anneau fédérateur redondant de fibre optique, elle relie plusieurs grandes villes du Québec, notamment Montréal, Québec, Trois-Rivières, Sherbrooke, Drummondville, Saint-Hyacinthe, Victoriaville et Thetford Mines. Elle possède également une boucle locale de fibre optique dans plusieurs de ces villes.
Sogetel fournit le service téléphonique local de base à sa clientèle résidentielle et d'affaires. De plus, elle propose une gamme complète de services en télécommunications, tels que les services interurbains, télévisuels et Internet. Elle fournit également des services d'infonuagique et de connectivité aux entreprises (fibre noire et allumée). Par l'intermédiaire de sa division Sogetel Mobilité, elle offre aussi des services cellulaires.
Sogetel compte des clients affaires dans toute la province de Québec. Elle dessert également des clients résidentiels dans cinq régions administratives différentes, soit Chaudière-Appalaches, l'Estrie, la Mauricie, le Centre-du-Québec et la Montérégie. Elle emploie environ 350 personnes.

## Histoire
- 1892 - Fondation de la compagnie par un groupe de citoyens de Nicolet sous le nom de Compagnie du téléphone de Nicolet.
- 1922 - Incorporation officielle de la compagnie. Celle-ci compte 25 actionnaires dont l'homme d'affaires Henri-Napoléon Biron.  À cette époque, la compagnie compte 96 appareils téléphoniques en service.
- 1946 - La compagnie emménage dans de nouveaux locaux construits au coût de 13 680 $ sur la rue Curé-Fortier, à Nicolet.
- 1953 - Le central téléphonique est remplacé par un système à batteries communes.  Avant cette date, des batteries devaient être installées chez chaque abonné.
- 1961 - Le bâtiment de la rue Curé-Fortier est agrandi et le central est remplacé par un nouveau central électromécanique de type « pas-à-pas » (step).
- 1979 - L'entreprise acquiert les compagnies Téléphone rural de Beauceville et Téléphone Dorchester.
- 1980 - L'expansion de 1979 incite la direction à changer la raison sociale de la Compagnie du téléphone de Nicolet pour Sogetel. Le nouveau nom naît de la contraction de Société Générale de Télécommunications.

Dans la foulée, l'entreprise, alors dirigée par Michel Biron (fils de H.-N. Biron), entreprend la numérisation de ses centraux et procède à la modernisation de l'ensemble de son réseau.
- 1983 - Début du projet de dégroupement rural des « lignes à quatre ».
- 1990 - Fin des travaux du projet de dégroupement rural. À ce moment, tous les abonnés bénéficient d'un service de qualité urbaine en milieu rural avec une ligne téléphonique individuelle.
- 1992 - Sogetel fait ériger un nouveau siège social sur une partie des fondations de l'ancienne manufacture de bas H.-N.Biron & Fils.  Ce nouvel édifice sera d'ailleurs baptisé Édifice H.-N.Biron.  Les anciens bureaux attenants au central de la rue Curé-Fortier, devenus trop petits, seront désaffectés pour plusieurs années.  Le central demeurera toutefois dans cet édifice.
- 1994 - Acquisition de Téléphone Daaquam qui dessert environ 500 abonnés dans les municipalités de Saint-Just-de-Bretenières et de Lac-Frontière. La transaction porte le nombre de lignes à 16 500.

La même année est fondée la filiale Sogetel Mobilité et le début du déploiement de quatre sites cellulaires situés à Lac-Etchemin, Sainte-Justine, Beauceville et Nicolet. 
- 1996 - Sogetel complète les travaux de remplacement de ses dix-sept (17) centraux « pas-à-pas » par des commutateurs et des unités éloignées numériques.

Sogetel Mobilité met en service un nouveau site cellulaire à Notre-Dame-du-Bon-Conseil.
- 1997 - Mise en service d'un sixième site cellulaire à Saint-Zacharie.
- 1998 - Lancement sur service Internet Galilée.  L'entreprise offre le service d'accès Internet haute-vitesse à 768 kb/s au Lac-Etchemin et à Beauceville.
- 1999 - Le service Internet Galilée est offert aux abonnés de Nicolet et dans quelques autres municipalités des Etchemins.
- 2000 - Sogetel se porte acquéreur de Services Internet NTIC, un fournisseur d'accès Internet situé à Saint-Hyacinthe. La transaction fait passer le nombre d'abonnés au service Internet Galilée à près de 6500 abonnés.  La nouvelle filiale, rebaptisée Sogetel Internet NTIC, se voit alors confier le support technique pour l'ensemble des abonnés du service.
- 2001 - Sogetel Mobilité déploie le service cellulaire numérique à Nicolet.
- 2002 - Création de Sogetel Interurbain.
- 2004 - La manufacture de bas H.-N.Biron & Fils, inoccupée depuis plusieurs années, est démolie et le siège social de Sogetel est prolongé sur ses fondations.
- 2005 - Acquisition de deux compagnies de téléphone indépendantes soit La Compagnie de Téléphone de Saint-Liboire-de-Bagot (TSL) et Téléphone Milot (TMI) de  Saint-Paulin.  Ces deux transactions porte le nombre de lignes d'accès à plus de 25 500.  Les activités du fournisseur d'accès Internet Groupe Sig-Net Plus, filiale de TSL, sont intégrées à Sogetel Internet NTIC.
- 2006 - Déploiement de réseau WiMAX dans les MRC de Nicolet-Yamaska et Bécancour.
- 2007 - Acquisition de la Corporation de Téléphone de La Baie de Baie-du-Febvre.
- 2008 - Acquisition de la Compagnie téléphone Nantes inc.
- 2009 - Acquisition du  Groupe Télécom Warwick Inc.
- 2010 - Arrivé du service télévisuel ( IPTV ) sur le réseau de Sogetel, ce qui complète l'offre de service en Trio ( Internet, Voix, Télévision )
- 2016 - Sogetel est le fournisseur officiel du projet de la MRC de Bécancour qui connectera 12 municipalités à la fibre optique
- 2017 - Sogetel se lance de le déploiement de la fibre optique à La Tuque[1]
- 2021 - Sogetel participe à l'Opération haute vitesse du gouvernement du Québec pour fibrer plus de 12 000 foyers[2]
- 2024 - Sogetel reçoit des subventions de 30,6 millions de dollars du gouvernement du Québec pour la construction d'une vingtaine de tours cellulaires dans les régions de la Mauricie, du Centre-du-Québec et de l'Estrie.

## Services offerts
- Téléphonie locale
- Interurbain
- Téléphonie mobile
- Accès Internet
- Hébergement de sites
- Services télévisuels (IPTV)
- Connectivité aux entreprises
- Location de fibre noire

## Régions desservies
- Centre-du-Québec
- Chaudière-Appalaches
- Mauricie
- Montérégie
- Montréal
- Estrie

## Filiales et compagnies sœurs
- Sogetel Mobilité
- Sogetel Interurbain (fusionné dans Sogetel en 2009)
- Sogetel Numérique (fusionné dans Sogetel en 2009)
  - Sogetel Internet NTIC (fusionné dans Sogetel Numérique en 2007)
    - Les Services Internet NTIC (acquisition 2000)
- Téléphone Milot (acquisition 2005 et fusionné dans Sogetel en 2016)
  - Corporation de Téléphone de La Baie (acquisition et fusion dans Téléphone Milot en 2007)
  - Compagnie téléphone Nantes inc. (acquisition et fusion dans Téléphone Milot en 2008)
  - Groupe Télécom Warwick Inc. (acquisition et fusion dans Téléphone Milot en 2010)
    - Ivic Télécom (acquisition de Groupe Téléphone Warwick en 2003)
- La Compagnie de Téléphone de Saint-Liboire-de-Bagot (acquisition et fusion en 2005)

## Autre
Sogetel est membre de : 
- Independant Telecommunications Providers Association (en)
- Association Canadienne des compagnies de télécommunication indépendantes (en)